# Síndrome de Maffucci
Síndrome de Maffucci é uma doença esporádica caracterizada pela presença de encondromas múltiplos associados com hemangiomas múltiplos.